# Campins
Campins è un comune spagnolo di 294 abitanti situato nella comunità autonoma della Catalogna.